# استخبارات القياس والتوقيع النووية
استخبارات القياس والتوقيع النووية، هي أحد التخصصات الفرعية الستة الرئيسية المختارة بشكل عام لتشكيل استخبارات القياس والتوقيع (ماسينت MASINT)، تقيس وتوصّف المعلومات المستمدة من الإشعاعات النووية والظواهر الفيزيائية الأخرى المرتبطة بالأسلحة النووية والمفاعلات والعمليات والمواد والأجهزة والمنشآت والمرافق.
يمكن إجراء الرصد النووي عن بعد أو أثناء عمليات التفتيش الميداني للمنشآت النووية؛ وينتج عن استغلال بيانات التفتيش توصيف الأسلحة النووية والمفاعلات النووية وموادها. تكتشف عدد من الأنظمة وتراقب التفجيرات النووية في العالم، فضلًا عن مراقبة إنتاج المواد النووية.
وفقًا لوزارة الدفاع في الولايات المتحدة، فإن ماسينت استخبارات مشتقة بشكل تقني (باستثناء الاستخبارات التصويرية واستخبارات الإشارات التقليدية) تُنتج، عند جمعها ومعالجتها وتحليلها بواسطة أنظمة ماسينت متخصصة، استخباراتٍ تكتشف وتتعقب وتحدد وتصف التواقيع (الخصائص المميزة) للمصادر المستهدفة الثابتة أو المتحركة. اعتُرف بماسينت كنظام استخبارات رسمي في عام 1986. تعد استخبارات المواد واحدةً من التخصصات الرئيسية في ماسينت.
تتداخل استخبارات القياس والتوقيع النووية مع غيرها من التخصصات، كما هو الحال في معظم التخصصات الفرعية لماسينت.
تشرف استخبارات القياس والتوقيع النووية على المسح الإشعاعي، وهو عبارة عن عملية منطقية أو قياس للتأثيرات على أشخاص معينين أو أشياء معينة. يركز تحليل الاختبار النووي من ناحية أخرى على التحليل الميداني أو المرجعي لعينات الهواء أو المواقع الملوثة، إلخ.
وكما هو الحال في العديد من فروع ماسينت، قد تتداخل تقنيات محددة مع التخصصات المفاهيمية الست الرئيسية لماسينت والمحددة من قبل مركز دراسات وأبحاث ماسينت، الذي قسمها إلى التخصصات الكهروضوئية والنووية والجيوفيزيائية والرادار والمواد والترددات الراديوية.
يوجد خط ضيق فاصل بين استخبارات القياس والتوقيع النووية وتقنيات التحليل النووي في استخبارات القياس والتوقيع المادية. الفرق الأساسي هو تعامل استخبارات القياس والتوقيع النووية مع خصائص الأحداث النووية في الوقت الحقيقي، مثل الانفجارات النووية والسحب المشعة الناتجة عن الحوادث أو الإرهاب، وأنواع أخرى من الأحداث الإشعاعية. في حين أن تحليل استخبارات القياس والتوقيع المادية ينظر إلى نفس الظاهرة برؤية مصغرة، فيقوم بأشياء مثل تحليل جسيمات الانهيار عن طريق أخذ وتحليل عينات الهواء أو التلوث الأرضي أو الغازات المشعة التي تُطلق في الغلاف الجوي.
تُوضع بعض تقنيات استخبارات القياس والتوقيع النووية بشكل تعسفي إلى حد ما في هذا التخصص الفرعي. على سبيل المثال، تحسب استخبارات القياس والتوقيع النووية سطوع وشفافية سحابة من انفجار نووي ما، ولكن التقنيات المستخدمة لقياس هذه البارامترات (المعاملات) هي التقنيات الكهروضوئية. يعتبر التمييز التعسفي استخبارات القياس والتوقيع النووية وصفًا أكثر تحديدًا من استخبارات القياس والتوقيع الكهروضوئي.

## المسح الإشعاعي وقياس الجرعات
يُعتبر قياس شدة الإشعاعات المؤينة عالية الكثافة والجرعة التراكمية التي يتلقاها الأفراد معلومات أمان مهمة في الحرب النووية، وخاصة بعد حوادث الأسلحة النووية والتهديد المعاصر المتمثل في «القنبلة القذرة».
تقيس عملية المسح نوع الإشعاعات المؤينة النشطة الموجودة في:
- جسيم ألفا.
- جسيم بيتا.
- النيوترون.
- الأشعة السينية.
- أشعة غاما.

لا تشكل بواعث جسيمات ألفا مثل تلك الموجودة في اليورانيوم المنضب (أي اليورانيوم 238) خطرًا عن بعد، ولكن قياسات جسيمات ألفا ضرورية للتداول الآمن للغبار المقذوف أو للمركبات التالفة ذات الدروع المكونة من اليورانيوم المنضب.

## الكشف عن الطاقة النووية الفضائية
بدأت الولايات المتحدة الأمريكية في عام 1959 بتجربة أجهزة استشعار نووية فضائية، بدءًا من أقمار فيلا الصناعية. كان الهدف الرئيسي من هذه التجارب هو اكتشاف أي انفجارات نووية في الفضاء باستخدام أجهزة الكشف بالأشعة السينية والنيوترونية وأشعة غاما.
أضافت أقمار فيلا الصناعية المتقدمة أجهزة استخبارات القياس والتوقيع الكهروضوئية التي يمكنها اكتشاف التجارب النووية على الأرض من خلال الكشف عن توقيع مميز للانفجارات النووية: مثل ومضة ضوء مزدوجة مع تباعد بين الومضات مقدر بالميلي ثانية. باستخدام أجهزة استشعار الترددات الراديوية لماسينت، يمكن أن تكتشف الأقمار الصناعية أيضًا تواقيع النبض الكهرومغناطيسي من خلال الأحداث التي تحصل على الأرض.
حلت العديد من الأقمار الصناعية المتقدمة محل أقمار فيلا الصناعية المبكرة، وتسمى حاليًا الوظيفة التي قامت بها هذه الأقمار باسم نظام الكشف النووي التشغيلي المتكامل، كوظيفة إضافية على أقمار نافستار الصناعية المستخدمة في معلومات الملاحة في نظام التموضع العالمي.

## آثار الإشعاعات المؤينة على المواد
يمتلك الإشعاع المؤين تأثيرات هيكلية على المواد، إلى جانب الآثار البيولوجية المباشرة.

## إضعاف الهيكلية
تُبنى المفاعلات النووية عادةً في مقرّات متينة، ولكن لم يُدرك مباشرةً أن تقصف النيوترون على المدى الطويل يمكن أن يرقق الفولاذ. على سبيل المثال، عندما لم تحصل مفاعلات الغواصات السوفييتية السابقة على صيانة كاملة أو إيقاف تشغيل بشكل كلي، ظهر خطر تراكمي يتمثل في إمكانية فقدان قوة الفولاذ الموجود في التطويق أو الأنابيب التي يمكن أن تصل إلى المركز وتحطمه. يمكن أن يساعد فهم هذه التأثيرات، كوظيفة «نوع الإشعاع وكثافته» في تنبؤ تحول المنشآت النووية سيئة الصيانة إلى خطورة حقيقية. يؤدي التقصف المحرّض بالإشعاع أثناء عمليات الطاقة في مفاعلات الطاقة النووية ذات المياه المضغوطة المُبردة بالماء الخفيف إلى تدهور بعض الخواص الميكانيكية المهمة للحفاظ على السلامة الهيكلية لأوعية ضغط المفاعل. يمكن أن تؤدي النيوترونات السريعة (الطاقة E> 1 ميلي إلكترون فولت)، الناتجة عن التقصف المحرّض بالإشعاع في فولاذ أوعية ضغط المفاعل، إلى تعريض سلامة الوعاء للخطر، في ظل ظروف درجات الحرارة والضغط القاسية على وجه التحديد، من خلال تقليل صلابة كسر الفولاذ. إن ما يسمى بتقصف النيوترونات السريع، هو وظيفة معقدة تتضمن العديد من العوامل بما في ذلك تدفّق النيوترون وطيف طاقة النيوترون والتركيب الكيميائي للفولاذ؛ ويمكن أن تلعب بعض العوامل الإضافية دورًا في هذه الوظيفة، مثل معدل دفق النيوترونات في حال لم يُفحص آثاره بالكامل. أصدرت اللجنة التنظيمية النووية الأمريكية متطلبات التصميم المطلوب للمساعدة على ضمان الحفاظ على السلامة الهيكلية لأوعية ضغط المفاعل، نظرًا لتداعيات السلامة الواضحة الناتجة عن حدوث اختراق محتمل لسلامة أوعية الضغط المفاعلات النووية. ومع ذلك، تفترض متطلبات هذا الغرض أن يُبنى المفاعل وفق عوامل أمان صارمة.

## الأضرار التي تلحق بأشباه الموصلات
يمكن للإشعاع المؤين تدمير أو إعادة تعيين أشباه الموصلات. وبكل حال، هناك فرق في الضرر الناتج عن الإشعاعات المؤينة والضرر الناتج عن النبض الكهرومغناطيسي؛ فالنبض الكهرومغناطيسي لماسينت هو مجال مكمل لاستخبارات القياس والتوقيع النووية.